# Herman von Petersdorff
Herman Gustav Wilhelm Raimund Ernst von Petersdorff (* 16. Januar 1864 in Stettin, Preußen; † 23. Juli 1929 in Berlin) war ein deutscher Historiker, Archivar und Autor.

## Herkunft
Seine Eltern waren der preußische Hauptmann Gustav Karl Friedrich Ferdinand von Petersdorff (* 16. Februar 1831; † 13. Juni 1866) und dessen Ehefrau Marie Anna Sophie Johanna von Ohlen und Adlerscron (* 9. Oktober 1843; † 29. September 1929).

## Leben
Von Petersdorff besuchte von 1871 bis 1876 das Städtische Gymnasium zu Stettin und dann bis 1884 das Friedrich-Wilhelm-Gymnasium in Berlin. Als Schüler wurde er Mitglied des genealogisch-heraldischen Vereins Greif. Da er nach einer Erkrankung 1868 schwerhörig war, wurde er entgegen der Familientradition kein Offizier, sondern studierte nach dem Abitur 1884 ab dem Wintersemester 1884/85 an der Friedrich-Wilhelms-Universität zu Berlin Geschichte und Staatswissenschaften. Er wurde Mitglied des VDSt Berlin, dessen Wappen er entwarf. Einige Semester in den Jahren 1886 und 1887 studierte er an der Albert-Ludwigs-Universität zu Freiburg und an der Ruprecht-Karls-Universität zu Heidelberg. In Berlin wurde er am 20. Dezember 1888 zum Thema Beiträge zur Wirtschafts-, Steuer- und Heeresgeschichte der Mark im dreissigjährigen Kriege promoviert. Seine Dissertation widmete er seinem Großvater, dem Freiherrn von Ohlen und Adlerskron.
1894 ging er als Archivaspirant an das Geheime Staatsarchiv und wurde im selben Jahr Wissenschaftlicher Hilfsarbeiter. Nach ein paar Monaten erfolgte die Versetzung an das Staatsarchiv Marburg. 1897 wurde er zum Archivassistenten am Staatsarchiv Koblenz befördert. Dort wurde er 1900 Archivar. 1901 ging er ans Staatsarchiv Stettin. 1908 wurde er Archivrat. 1918 kehrte er ans Geheime Staatsarchiv zurück, wo er 1929 altersbedingt in den Ruhestand ging.
Er starb 1929 und wurde auf dem Neuen Garnisonfriedhof in Berlin beigesetzt.
Als Alter Herr wurde er Mitglied der Vereine Deutscher Studenten in Berlin, Heidelberg, Marburg und Bonn. Von 1891 bis 1892 war er Schriftleiter der Verbandszeitschrift Akademische Blätter, in denen er über viele Jahre zahlreiche Beiträge veröffentlichte. Er war als Verbandshistoriker und Verbandsarchivar des VDSt tätig. Die dazugehörigen Bestände verwaltete er im Geheimen Staatsarchiv, wo sie 1945 größtenteils durch Brand und Plünderungen vernichtet wurden.
Von Petersdorff verfasste und veröffentlichte eine Vielzahl historischer Abhandlungen zur preußischen Geschichte und arbeitete in der letzten Dekade des 19. Jahrhunderts an der Allgemeinen Deutschen Biographie mit.
Einige seiner Werke sind heute wieder von verschiedenen Verlagen als Reprints verfügbar.

## Ehrungen
- 1903: Ehrenritter des evangelischen Johanniterordens
- 1913: Rechtsritter des evangelischen Johanniterordens

## Werke (Auswahl)
- Pommersche Studierende auf der Universität Heidelberg. 1887
- Beiträge zur Wirtschafts-, Steuer- und Heeresgeschichte der Mark im dreissigjährigen Kriege. Inaugural-Dissertation, Pierer'sche Hofdruckerei, Stephan Seidel & Co., Altenburg 1888
- Die Vereine Deutscher Studenten. Neun Jahre akademischer Kämpfe. Breitkopf & Härtel, Leipzig 1891
- Elisabeth Staegmann und ihr Kreis. 1893
- General Johann Adolph Freiherr von Thielmann. Ein Charakterbild aus der napoleonischen Zeit. S. Hirzel, Leipzig 1894
- Briefe von Ferdinand Gregorovius an den Staatssekretär Hermann von Thile. Gebrüder Paetel, Berlin 1894
- Wie das Deutsche Reich geworden ist. 1848–1871. Ein Gedenkbuch, dem deutschen Volke dargebracht zur 25jährigen Wiederkehr der Gründung des Reiches. Pauli’s Nachfahren, Berlin 1896
- Der erste Hohenzollernkaiser im Dienste preußischer und deutscher Größe. Zum 100jährigen Geburtstage Wilhelms I. Breitkopf & Härtel; Leipzig 1897
- König Friedrich Wilhelm IV. J. G. Cotta’sche Buchhandlung Nachfolger, Stuttgart 1900
- Kaiserin Augusta. Duncker & Humblot, Berlin 1900
- Königin Luise. Velhagen & Klasing, Bielefeld 1903
- Aus großer Zeit. 1904
- Kleist-Retzow. Ein Lebensbild. J. G. Cotta’sche Buchhandlung Nachfolger, Stuttgart und Berlin 1907
- Otto von Bismarck – Briefwechsel. 1910
- Friedrich der Große – Ein Bild seines Lebens und seiner Zeit. A. Hofmann & Comp., Berlin 1902
- Friedrich von Motz – Eine Biographie. Reimar Hobbing, Berlin 1913
- Deutsche Männer und Frauen – Biographische Skizzen vornehmlich zur Geschichte Preußens im 18. und 19. Jahrhundert. Reimar Hobbing, Berlin 1913
- Der Hof der Königin Luise. Xenien-Verlag, Leipzig 1913
- Bismarck zum 100jährigen Geburtstag. Velhagen & Klasing, Bielefeld 1915
- Bismarcks Briefwechsel mit Kleist-Retzow. Cotta, Stuttgart und Berlin 1919
- Fridericus Rex – Ein Heldenleben. Gebrüder Paetel, Leipzig 1925
- Der Große Kurfürst. Flamberg, Gotha 1926
- Bismarck und die Vereine Deutscher Studenten
- [3]